# The Paris Sisters
The Paris Sisters è un gruppo musicale femminile statunitense attivo negli anni sessanta con un repertorio di genere pop e doo-wop. Era composto da tre sorelle di San Francisco, California: Priscilla (1945-2004), Sherell e Albeth Paris. Figlie d'arte (la madre era soprano) si sono inizialmente avvicinate al mondo dello spettacolo come danzatrici.
Il gruppo ha inciso per varie etichette - Imperial Records, Mercury Records, Capitol Records, MGM Records - ed è ricordato per due singoli classificatisi nelle classifiche Top 40: I Love How You Love Me (pubblicato nel 1961, che raggiunse la quinta posizione in classifica) e He Knows I Love Him Too Much (dell'anno successivo, che si piazzò in 34.ma posizione).
Entrambe le canzoni erano state prodotte da Phil Spector.
Sherell Paris dopo l'esperienza canora con le Paris Sisters ha fatto la valletta in televisione nella versione originale statunitense del programma Ok il prezzo è giusto, condotta da Bob Barker.